# Quercus steenisii
Quercus steenisii är en bokväxtart som beskrevs av Engkik Soepadmo. Quercus steenisii ingår i släktet ekar, och familjen bokväxter. Inga underarter finns listade i Catalogue of Life.